# Головне управління Національної поліції в Запорізькій області
ГУ НП України в Запорізькій області — територіальний орган виконавчої влади в Запорізькій області, входить у систему Міністерства внутрішніх справ України. Підпорядковується Національній поліції України. Основними завданнями відомства є забезпечення безпеки, прав і свобод громадян, припинення і розкриття злочинів, охорона громадського порядку.

## Керівники поліції в Запорізькій області

### Начальники УНКВС по Запорізькій області
- Комаров Віталій Михайлович (1939—1939)
- Горбань Федір Григорович (1939—1941)
- Леонов Валентин Іванович (1941)
- Роговцев Стефан Іванович (1943—1950)

### Начальники УМВС по Запорізькій області
- Сабуров Олександр Миколайович (1951—1953)
- Шевченко Володимир Григорович (1953)
- Мартинов Олександр Миколайович (1953—1954)

### Начальники УВС Запорізького облвиконкому
- Козаков Сергій Михайлович (1954—1961)
- Бондаренко Іван Данилович (1961—1962)
- Пацуля Валентин Іванович (1962—1973)
- Шевченко Сергій Андрійович (1973—1976)
- Титаренко Юрій Леонтійович (1976—1980)
- Руснак Пилип Гаврилович (1980—1985)
- Тищенко Микола Валер'янович (1985—1992)

### Начальники УМВС України в Запорізькій області
- Пянтковський Анатолій Георгійович (1992—1995)
- Мельников Володимир Григорович (1995—1996)
- Карабан Дмитро Юхимович (1996—1998)
- Варенко Валерій Іванович (1998—2001)
- Алфьоров Сергій Миколайович (2001—2002)
- Петренко Сергій Леонідович (2002—2003)
- Іллічов Микола Олександрович (2003—2005)
- Бондар Віктор Спірідонович (2005)
- Шмітько Олександр Григорович (2005—2008)

### Начальники ГУ МВС України в Запорізькій області
- Серба Володимир Іванович (2010—2014)
- Ольховський Віктор Іванович (2014—2015)[1]

### Начальники ГУ НП України в Запорізькій області
- Ольховський Віктор Іванович (2015—2016)
- Золотоноша Олег Вікторович (2016—2018)
- Коміссаров Сергій Анатолійович (2018—2019)
- Лушпієнко Миколай Миколайович (2019 — 2022)
- Кисько Артем Іванович 17 серпня 2022 року по т.ч.[2].